# Калао-трубач
Калао-трубач (Bycanistes bucinator) — вид птахів родини птахів-носорогів (Bucerotidae).

## Поширення
Вид поширений вздовж східного узбережжя Південної Африки, у провінціях Транскей і Квазулу-Наталь, в Есватані, Мозамбіці, Ботсвані, Замбії, Зімбабве, Малаві, Анголі, Демократичній Республіці Конго, Бурунді, Танзанії та Кенії. Мешкає в теплих прибережних заростях і в низинних лісах, а також відвідує гірські ліси, вологі ліси, мангрові зарості і лісисті савани.

## Опис
Птах завдовжки 50-55 см, вага 607—941 г у самців і 452—670 г у самиць. Голова, шия, верхня частина грудей, боки та криючі крил чорні з зеленуватими відблисками. Живіт, стегна, круп, над- та підхвостові криючі, а також кінцівки вторинних — чисто-білі. Голова увінчана гребенем, утвореним деякими плямистими білими пір'їнами. Хвіст чорний з зеленими відблисками. Всі кермові, крім центральних, мають білу облямівку. Дзьоб чорний, увінчаний досить об'ємним шоломом, який розвивається від верхівки черепа до кінчика дзьоба, де він згинається над верхньою частиною, утворюючи гострий кут. Він жовтуватий зверху і чорний на решті. Самиця має шолом меншого розміру, який закінчується більш-менш посередині кульмена. Його кінчик світло-жовтий, а основа непрозоро-жовта. Гола шкіра, що покриває очні ямки, темно-фіолетова, червона або рожева залежно від шлюбного стану. Райдужка має червонувато-коричневий відтінок. Лапи чорні.

## Спосіб життя
Форми соціальних груп значно відрізняються залежно від сезонів. Калао-трубач, зазвичай, пересуваються парами або невеликими сімейними групами по 3-5 особин, за винятком самців, які в період розмноження живуть поодинці. Іноді поза сезоном розмноження можуть створюватися великі зграї, утворені в середньому з 30-50 птахів. Харчуються дрібними плодами, рідше комахами, дрібними хребетними, яйцями та пташенятами.
Сезон розмноження триває з вересня по січень, з піком між жовтнем і листопадом. Гнізда будують у природних порожнинах дерев. Виводок містить від одного до чотирьох яєць білого кольору. Інкубація триває 24 днів. Самиця починає висиджувати, як тільки знесе перше яйце. Пташенята народжуються голими та сліпими. Вони відкривають очі лише через 12 днів. Гніздовий період триває не менше 50 днів. Самиця залишається з дитинчатами в гнізді, поки вони не оперяться і не зможуть злетіти. Після виходу пташенята залишаються біля гнізда ще 5-7 днів, вправляючись в польоті, потім приєднуються до своїх батьків в пошуках їжі.